# Pseudarmadillo jaumei
Pseudarmadillo jaumei là một loài chân đều trong họ Delatorreidae. Loài này được Juarrero & de Armas miêu tả khoa học năm 1999.